# ツベタン・ラドスラボフ

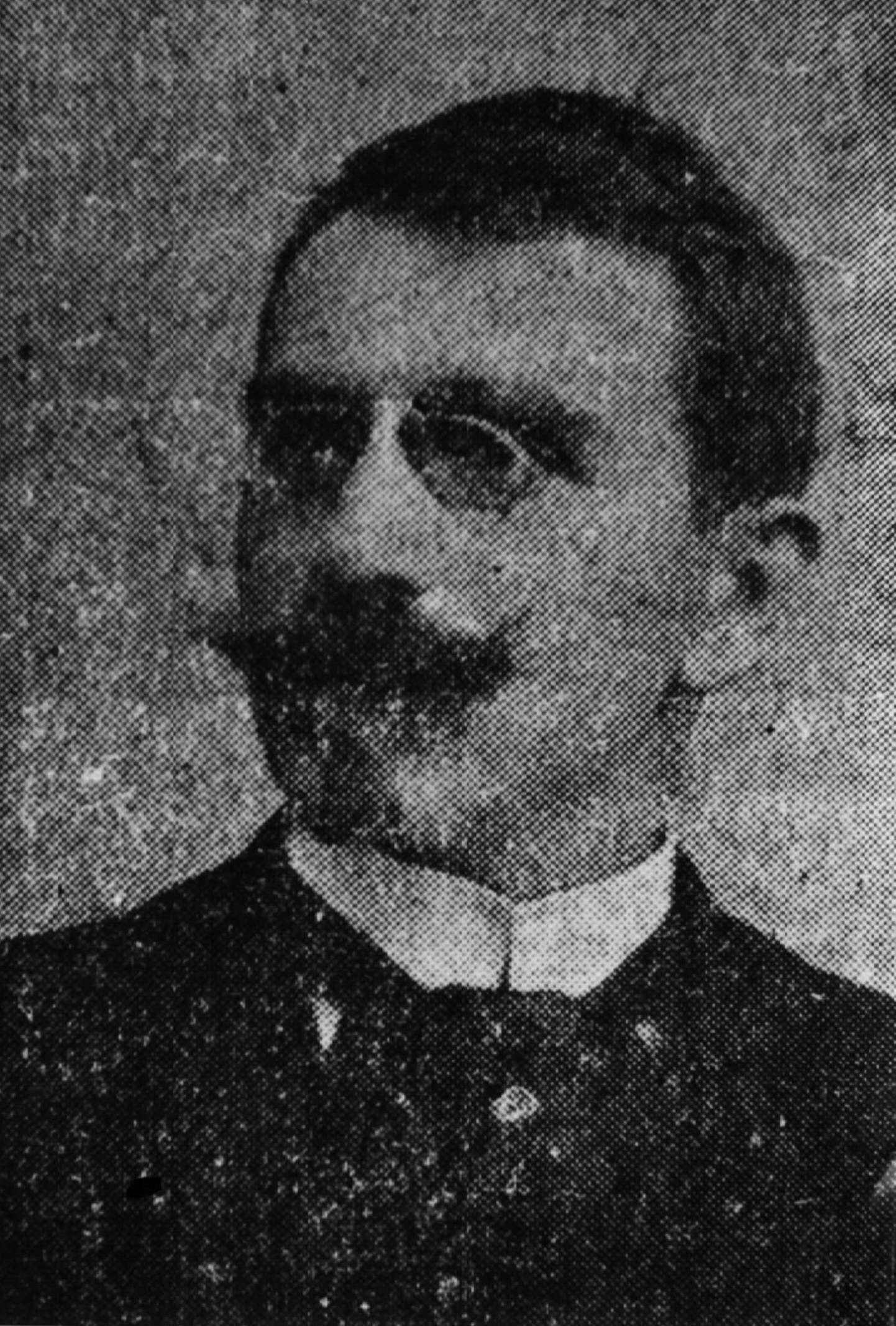
1912年

ツベタン・ラドスラボフ・ハジデンコフ（ブルガリア語: Цветан Радославов Хаджиденков、英語: Tsvetan Radoslavov Hadzhidenkov、1863年 - 1931年）は、ブルガリアの教員、科学者。ブルガリア国歌である『愛しき祖国』の作詞者である。

## 生涯
1863年にスヴィシュトフに生まれ、ライプツィヒで哲学を修学した。1885年にセルビア・ブルガリア戦争の戦地へ赴く途中に『Gorda Stara Planina』という曲を作曲し、これが1905年に作曲家ドーブリ・フリストフによって改変され、1963年に『愛しき祖国』として国歌となった。ラドスラボフは科学者でもあり、ヴィルヘルム・ヴントから博士号を授与された1人でもある。ウィーンとライプツィヒとプラハでの教員としての採用を断り、ソフィアの第3高等少年院に勤務した。アンゲル・カンチェフ通り3番地のアパートに居住しており、ゲオルギー・チャプカノフが記念碑を建てた。